# Commissione per i trasporti e il turismo del Parlamento europeo
La commissione per i trasporti e il turismo (TRAN, abbreviazione dell'inglese transport) è una commissione permanente del Parlamento europeo. È composta da 49 eurodeputati ed è attualmente presieduta dalla francese Karima Delli.

## Competenze
In base al regolamento del Parlamento europeo la commissione per i trasporti e il turismo è la:
1.   lo sviluppo di una politica comune per i trasporti ferroviari, su strada, per vie navigabili, marittimi ed aerei, in particolare:
a)   le norme comuni applicabili ai trasporti all'interno dell'Unione europea,

b)   la creazione e lo sviluppo di reti transeuropee nel settore delle infrastrutture dei trasporti,

c)   la fornitura di servizi di trasporto e le relazioni con i paesi terzi nel settore dei trasporti,

d)   la sicurezza dei trasporti,

e)   le relazioni con le organizzazioni internazionali dei trasporti;

f)   l'Agenzia europea per la sicurezza marittima, l'Agenzia ferroviaria europea, l'Agenzia europea per la sicurezza aerea e l'impresa comune SESAR;
2.   i servizi postali;
3.   il turismo.»
(Regolamento del Parlamento europeo, Allegato VI: Attribuzioni delle commissioni parlamentari permanenti, XI.    Commissione per i trasporti e il turismo)

## Presidenti
| Periodo     | Presidente                   | Nazionalità | Gruppo    |
| ----------- | ---------------------------- | ----------- | --------- |
| 2004 – 2009 | Paolo Costa                  | Italia      | ALDE      |
| 2009 – 2014 | Brian Simpson                | Regno Unito | S&D       |
| 2014 – 2017 | Michael Cramer               | Germania    | Verdi/ALE |
| 2017 – 2024 | Karima Delli                 | Francia     | Verdi/ALE |
| 2024 –      | Elissavet Vozemberg-Vrionidi | Grecia      | PPE       |